# Olga Wladimirowna Doroschina
Olga Wladimirowna Doroschina (russisch Ольга Владимировна Дорошина; * 24. Juni 1994 in Moskau) ist eine russische Tennisspielerin.

## Karriere
Doroschina, die im Alter von sieben Jahren mit dem Tennissport begann, bevorzugt für ihr Spiel den Hartplatz. Sie spielt hauptsächlich Turniere auf dem ITF Women’s Circuit, bei denen sie bereits acht Einzel- und 26 Doppeltitel gewinnen konnte.
Ihr bislang letztes internationale Turnier spielte Doroschina im Februar 2021. Sie wird daher nicht mehr in der Weltrangliste geführt.

## Turniersiege

### Einzel
| Nr. | Datum             | Turnier  | Kategorie   | Belag             | Finalgegnerin         | Ergebnis        |
| --- | ----------------- | -------- | ----------- | ----------------- | --------------------- | --------------- |
| 1.  | 1. März 2014      | Astana   | ITF $10.000 | Hartplatz (Halle) | Weronika Kudermetowa  | 6:75, 6:4, 7:66 |
| 2.  | 17. Oktober 2015  | Tel Aviv | ITF $10.000 | Hartplatz         | Deniz Khazaniuk       | 7:64, 6:3       |
| 3.  | 23. Januar 2016   | Astana   | ITF $10.000 | Hartplatz (Halle) | Alina Silitsch        | 6:2, 6:4        |
| 4.  | 31. Dezember 2016 | Hongkong | ITF $10.000 | Hartplatz         | Nudnida Luangnam      | 2:6, 6:4, 6:2   |
| 5.  | 4. Februar 2017   | Almaty   | ITF $15.000 | Hartplatz (Halle) | Polina Monowa         | 4:1 Aufgabe     |
| 6.  | 2. Dezember 2017  | Indore   | ITF $15.000 | Hartplatz         | Ana Veselinović       | 7:66, 6:2       |
| 7.  | 4. März 2018      | Moskau   | ITF $15.000 | Hartplatz (Halle) | Darja Kruschkowa      | 6:3, 6:3        |
| 8.  | 28. April 2018    | Qarshi   | ITF $25.000 | Hartplatz         | Anastassija Gassanowa | 6:2, 7:5        |

### Doppel
| Nr. | Datum              | Turnier             | Kategorie    | Belag             | Partnerin              | Finalgegnerinnen                            | Ergebnis          |
| --- | ------------------ | ------------------- | ------------ | ----------------- | ---------------------- | ------------------------------------------- | ----------------- |
| 1.  | 31. August 2012    | St. Petersburg      | ITF $10.000  | Sand              | Julija Kalabina        | Darja Lebeschawa Julija Waletowa            | 6:0, 6:4          |
| 2.  | 28. Juni 2013      | Kristinehamn        | ITF $25.000  | Sand              | Anna Danilina          | Julia Cohen Alizé Lim                       | 7:5, 6:3          |
| 3.  | 12. Juli 2013      | Turin               | ITF $10.000  | Sand              | Camilla Rosatello      | Maria Masini Yuka Mori                      | 6:2, 6:1          |
| 4.  | 7. März 2014       | Astana              | ITF $10.000  | Hartplatz (Halle) | Anna Danilina          | Alexandra Grintschischina Kateryna Slijusar | 6:3, 7:64         |
| 5.  | 16. August 2014    | Leipzig             | ITF $15.000  | Sand              | Conny Perrin           | Diana Bogoliy Polina Leikina                | 7:5, 6:4          |
| 6.  | 7. November 2014   | Équeurdreville      | ITF $25.000  | Hartplatz (Halle) | Lidsija Marosawa       | Fanny Caramaro Alice Ramé                   | 6:3, 6:3          |
| 7.  | 10. April 2015     | Dijon               | ITF $15.000  | Hartplatz (Halle) | Lidsija Marosawa       | Nicola Geuer Laura Schaeder                 | 4:6, 6:2, [10:2]  |
| 8.  | 26. September 2015 | El Kantaoui         | ITF $10.000  | Hartplatz         | Jana Sisikowa          | Lisa-Marie Mätschke Anastasija Schleptsowa  | 6:2, 6:2          |
| 9.  | 17. Oktober 2015   | Jaffa               | ITF $10.000  | Hartplatz         | Vlada Ekshibarova      | Lucy Brown Amandine Cazeaux                 | 4:6, 6:4, [10:8]  |
| 10. | 28. November 2015  | Jaffa               | ITF $10.000  | Hartplatz         | Vlada Ekshibarova      | Alexandra Morozova Barbora Štefková         | 6:2, 6:2          |
| 11. | 22. Januar 2016    | Astana              | ITF $10.000  | Hartplatz (Halle) | Jana Sisikowa          | Alexandra Grintschischina Erika Vogelsang   | 6:4, 6:0          |
| 12. | 19. März 2016      | Antalya             | ITF $10.000  | Sand              | Anastassija Wassyljewa | Natalie Novotná Markéta Vondroušová         | 6:2, 6:1          |
| 13. | 6. Mai 2016        | Chimki              | ITF $10.000  | Hartplatz (Halle) | Aljona Tarassowa       | Polina Monowa Jana Sisikowa                 | 6:2, 6:4          |
| 14. | 1. Juli 2016       | Kasan               | ITF $10.000  | Sand              | Jana Sisikowa          | Amina Anschba Angelina Gabujewa             | 6:4, 6:78, [10:5] |
| 15. | 5. August 2016     | Nonthaburi          | ITF $25.000  | Hartplatz         | Jana Sisikowa          | Miyabi Inoue Akiko Omae                     | 4:6, 6:3, [11:9]  |
| 16. | 3. Februar 2017    | Almaty              | ITF $15.000  | Hartplatz (Halle) | Polina Monowa          | Pia König Katharina Lehnert                 | 6:1, 6:2          |
| 17. | 11. März 2017      | Scharm asch-Schaich | ITF $15.000  | Hartplatz         | Polina Monowa          | Tereza Mihaliková Julia Terziyska           | kampflos          |
| 18. | 18. März 2017      | Scharm asch-Schaich | ITF $15.000  | Hartplatz         | Polina Monowa          | Jana Sisikowa Walerija Strachowa            | 6:1, 6:1          |
| 19. | 8. April 2017      | Istanbul            | ITF $25.000  | Hartplatz (Halle) | Polina Monowa          | Freya Christie Laura Robson                 | 6:3, 6:2          |
| 20. | 28. April 2017     | Qarshi              | ITF $25.000  | Hartplatz         | Polina Monowa          | Nigina Abduraimova Ana Veselinović          | 7:5, 6:2          |
| 21. | 2. Juni 2017       | Andijon             | ITF $25.000  | Hartplatz         | Polina Monowa          | Oqgul Omonmurodova Walerija Strachowa       | 6:2, 6:0          |
| 22. | 9. Juni 2017       | Namangan            | ITF $25.000  | Hartplatz         | Polina Monowa          | Nigina Abduraimova Xenija Lykina            | 6:2, 7:68         |
| 23. | 22. Oktober 2017   | Óbidos              | ITF $25.000  | Teppich           | Jana Sisikowa          | Berfu Cengiz Katie Swan                     | 6:2, 6:2          |
| 24. | 27. Oktober 2017   | Óbidos              | ITF $25.000  | Teppich           | Jana Sisikowa          | Lizaveta Hancharova Dalila Spiteri          | 6:0, 6:2          |
| 25. | 5. Mai 2018        | Chimki              | ITF $100.000 | Hartplatz (Halle) | Anastassija Komardina  | Weronika Pepeljajewa Anastassija Tichonowa  | 6:1, 6:2          |
| 26. | 16. März 2019      | Kasan               | ITF W25      | Hartplatz (Halle) | Polina Monowa          | Freya Christie Valeria Savinykh             | 6:4, 6:74, [11:9] |